# Mario Junkes

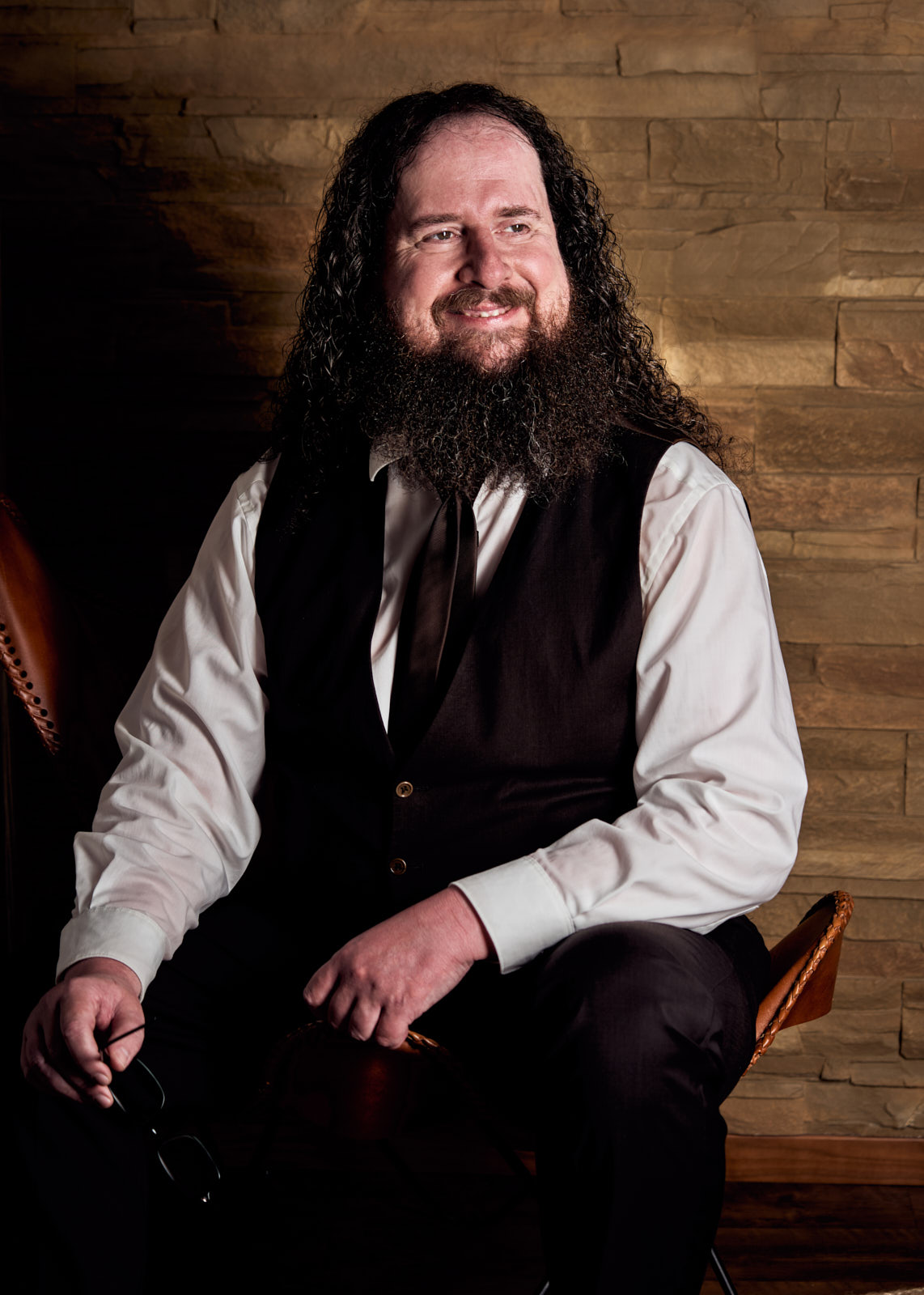
Mario Junkes in Daun, Oktober 2021

Mario Bernd Junkes (* 27. August 1972 in Trier) ist ein deutscher Autor und Übersetzer.

## Leben und Ausbildung
Mario Junkes wuchs in der Eifel auf. Er besuchte das Friedrich-Spee-Gymnasium Trier von 1982 bis 1990. Ab 1992 war er Soldat auf Zeit bei der Deutschen Luftwaffe und beendete seine Militärkarriere 1994 mit dem Dienstgrad Unteroffizier. Nach seinem Abschluss als Geprüfter Fremdsprachenkorrespondent war er für eine Reihe von multinationalen Firmen in mehreren europäischen Ländern tätig. Er ist staatlich geprüfter sowie vom OLG Koblenz gerichtlich ermächtigter Übersetzer für Englisch. In den letzten Jahren hat er sich als Autor von Sachbüchern etabliert.

## Werk
Sachbücher
- Sagen und Legenden aus dem alten Trier. Regionalia Verlag, ISBN 978-3-95540-363-8.
- Harz und Kyffhäuser: Sagen und Legenden. Regionalia Verlag, ISBN 978-3-95540-364-5.
- Sagen und Legenden aus dem Hunsrück. Regionalia Verlag, ISBN 978-3-95540-764-3.
- Sagen und Legenden aus dem Saarland. Regionalia Verlag, ISBN 978-3-95540-380-5.
- Sagen und Legenden aus Thüringen. Regionalia Verlag, ISBN 978-3-95540-381-2.
- Sagen und Legenden aus dem Münsterland. Regionalia Verlag, ISBN 978-3-95540-392-8.
- Sagen und Legenden aus Schwaben. Regionalia Verlag, ISBN 978-3-95540-397-3.
- Frankfurt – Sagen und Legenden aus der Stadt am Main. Regionalia Verlag, ISBN 978-3-95540-408-6.
- Sagen und Legenden aus Bayern. Regionalia Verlag, ISBN 978-3-95540-391-1.
- Sagen und Legenden aus Berlin. Regionalia Verlag, ISBN 978-3-95540-390-4.
- Sagen und Legenden vom Laacher See. Regionalia Verlag, ISBN 978-3-95540-410-9.
- Sagen und Legenden aus Luxemburg. Regionalia Verlag, ISBN 978-3-95540-412-3.
- Kohl und Rüben, Regionalia Verlag, ISBN 978-3-95540-414-7.
- Citation Needed - Buch 0. Porta Sophia, ISBN 978-3-911937-09-2.
- Citation Needed - Buch 00. Porta Sophia, ISBN 978-3-911937-10-8.

In Zusammenarbeit mit der Grafikdesignerin Julia Lenartz:
- Mein Wander-Logbuch Eifel: notieren – recherchieren – wandern – erinnern. Regionalia Verlag, ISBN 978-3-95540-377-5.
- Mein Wander-Logbuch Harz: notieren – recherchieren – wandern – erinnern. Regionalia Verlag, ISBN 978-3-95540-378-2.
- Mein Wander-Logbuch Schwarzwald: notieren – recherchieren – wandern – erinnern. Regionalia Verlag, ISBN 978-3-95540-379-9.

Als Lektor:
- Entdecke deine Eifel. 3., überarbeitete Auflage. Regionalia Verlag, ISBN 978-3-946328-53-7

Als Herausgeber:
- Trier und seine Umgebungen in Sagen und Liedern Porta Sophia, ISBN 978-3-911937-18-0
- König Orendel von Trier oder Der Graue Rock Porta Sophia, ISBN 978-3-911937-16-4
- Gedichte in Trierischer Mundart Porta Sophia, ISBN 978-3-911937-20-7

Belletristik
- Das Vermächtnis des Trebeta. Porta Sophia, ISBN 978-3-911937-00-9.
- Der Heilige Cock. Porta Sophia, ISBN 978-3-911937-04-7.
- Schinderhannes - das kann doch nicht wahr sein! Porta Sophia, ISBN 978-3-7481-0044-7.
- Max Mustermann und Moritz Musterfrau oder: Das wäre ja noch schöner! Porta Sophia, ISBN 978-3-911937-13-9.
- fiat veritas. Porta Sophia, ISBN  978-3-911937-12-2.
- fiat veritas II - realität ist das, was man sich erlauben kann. Porta Sophia, ISBN  978-3-911937-03-0.

## Medien
Anlässlich der Frankfurter Buchmesse 2021 führte der Verleger und Schriftsteller Bruno Hof ein Gespräch mit dem Autor. Zur Eifler Buchmesse 2022 erfolgte eine Lesung zum Thema „Sagen und Legenden“ auf Einladung des Lit.Eifel e.V und des Literaturhauses Nettersheim. Zur Frankfurter Buchmesse 2022 hielt der Autor eine Lesung auf dem Podium Rheinland-Pfalz, von welcher der SWR anschließend kurz berichtete. Im November 2023 fand eine Autorenlesung in der Stadtbibliothek Trier im Rahmen von Trier liest statt.

## Rezeption
Die Mitteldeutsche Zeitung gab dem Band Harz und Kyffhäuser: Sagen und Legenden eine positive Bewertung. Redakteur Uwe Kraus fand die Beschriftung der Karte zwar überdenkenswert, lobte jedoch die Aufmachung des Bandes und dessen inhaltliche Vielfalt. Der Trierische Volksfreund veröffentlichte im Januar 2023 ein ausführliches Feature des Autors. "Bayern im Buch" rezensierte Sagen und Legenden aus Bayern in der zweiten Ausgabe 2024 ebenfalls positiv.